# Puchar Interkontynentalny w piłce nożnej 1973
Mecz o Puchar Interkontynentalny 1973 został rozegrany 28 listopada 1973 na Stadio Olimpico w Rzymie pomiędzy Juventusem, finalistą Pucharu Europy Mistrzów Klubowych 1972/73 oraz Independiente, triumfatorem Copa Libertadores 1973. Independiente wygrało mecz 1:0.

## Szczegóły meczu
| 28 listopada 1973 | Juventus | 0:10:0 | Independiente · Bochini 80' | Stadio Olimpico, Rzym Widzów: 22.489 Sędzia: Alfred Delcourt |
|                   |          |        |                             |                                                              |

| JUVENTUS         |    |                      |  |     |
|                  |    |                      |  |     |
|                  |    |                      |  |     |
| BR               | 1  | Dino Zoff            |  |     |
| OB               | 2  | Luciano Spinosi      |  | 74' |
| PO               | 3  | Gianpietro Marchetti |  |     |
| OB               | 4  | Claudio Gentile      |  |     |
| OB               | 5  | Francesco Morini     |  |     |
| OB               | 6  | Sandro Salvadore     |  |     |
| PO               | 7  | Franco Causio        |  |     |
| PO               | 8  | Antonello Cuccureddu |  |     |
| NA               | 9  | Pietro Anastasi      |  |     |
| NA               | 10 | José Altafini        |  |     |
| NA               | 11 | Roberto Bettega      |  | 74' |
| Zmiany:          |    |                      |  |     |
| OB               |    | Silvio Longobucco    |  | 74' |
| PO               |    | Fernando Viola       |  | 74' |
| Trener:          |    |                      |  |     |
| Čestmír Vycpálek |    |                      |  |     |

| INDEPENDIENTE    |    |                       |  |     |
|                  |    |                       |  |     |
| BR               | 1  | Miguel Ángel Santoro  |  |     |
| OB               | 2  | Miguel Ángel López    |  |     |
| OB               | 3  | Ricardo Pavoni        |  |     |
| OB               | 4  | Eduardo Commisso      |  |     |
| PO               | 5  | Miguel Ángel Raimondo |  |     |
| OB               | 6  | Francisco Sá          |  |     |
| NA               | 7  | Agustín Balbuena      |  |     |
| PO               | 8  | Rubén Galván          |  |     |
| NA               | 9  | Eduardo Maglioni      |  |     |
| PO               | 10 | Ricardo Bochini       |  |     |
| NA               | 11 | Daniel Bertoni        |  | 83' |
| Zmiany:          |    |                       |  |     |
|                  |    | Alejandro Semenewicz  |  | 83' |
| Trener:          |    |                       |  |     |
| Roberto Ferreiro |    |                       |  |     |

| Puchar Interkontynentalny (1973) |
| -------------------------------- |
| Argentyna                        |
| Independiente Pierwszy Tytuł     |